# Julia Bijaoui
Pour les articles homonymes, voir Bijaoui.
Le texte peut changer fréquemment, n’est peut-être pas à jour et peut manquer de recul. 
Le titre et la description de l'acte concerné reposent sur la qualification juridique retenue lors de la rédaction de l'article et peuvent évoluer en même temps que celle-ci.
Julia Bijaoui, née en 1988 à Paris (France), est une entrepreneuse française.  

## Biographie
Julia Bijaoui naît dans une famille d'entrepreneurs, créateurs d'un laboratoire d'analyses biologiques. Elle grandit à Paris et est diplômée de HEC en 2012[source insuffisante].
Au cours de ses études supérieures, elle cofonde le premier Prix littéraire des grandes écoles, en partenariat avec le quotidien Le Monde.
En juin 2015, elle fonde avec son compagnon Quentin Vacher, Frichti, une application de livraison de plats à domicile dont le modèle économique, basé notamment sur le recours à des travailleurs sans-papiers, est aujourd'hui très critiqué. 
En 2019, elle est la première femme à diriger une entreprise Next40, un indice créé par ministère des Finances afin de mettre en avant les quarante start-up les plus prometteuses de l'année.

### Vie privée
Elle est mariée à son associé Quentin Vacher, avec lequel elle a une fille.

## Affaire judiciaire
En janvier 2025, Julia Bijaoui est citée à comparaître devant le tribunal correctionnel de Paris pour travail dissimulé et emploi illégal d'étrangers. Elle sera jugée aux côtés de son conjoint et associé, Quentin Vacher, entre le 13 et le 21 novembre 2025. Les accusations portent sur le recours à des travailleurs indépendants et des sociétés sous-traitantes entre 2015 et mi-2021, ainsi que l'emploi illégal d'au moins une trentaine de livreurs, principalement de nationalité sénégalaise ou ivoirienne. L'Urssaf avait estimé un préjudice de près de trois millions d'euros en charges et cotisations sociales éludées pour les années 2019 et 2020,,.